# Bataille de La Fontenelle
Pour les articles homonymes, voir Fontenelle (homonymie).
Première Guerre mondiale
Batailles
Front d'Europe de l’Ouest
- Liège (8-1914)
- Namur (8-1914)
- Frontières (8-1914)
- Anvers (9-1914)
- Grande Retraite (9-1914)
- Marne (9-1914)
- Course à la mer (9-1914)
- Yser (10-1914)
- Messines (10-1914)
- Ypres (10-1914)
- Givenchy (12-1914)
- 1re Champagne (12-1914)
- Hartmannswillerkopf (1-1915)
- Neuve-Chapelle (3-1915)
- 2e Ypres (4-1915)
- Colline 60 (4-1915)
- Artois (5-1915)
- Festubert (5-1915)
- Quennevières (6-1915)
- Linge (7-1915)
- 2e Artois (9-1915)
- 2e Champagne (9-1915)
- Loos (9-1915)
- Verdun (2-1916)
- Redoute Hohenzollern (3-1916)
- Hulluch (4-1916)
- 1re Somme (7-1916)
- Fromelles (7-1916)
- Arras (4-1917)
- Vimy (4-1917)
- Chemin des Dames (4-1917)
- 3e Champagne (4-1917)
- 2e Messines (6-1917)
- Passchendaele (7-1917)
- Cote 70 (8-1917)
- 2e Verdun (8-1917)
- Malmaison (10-1917)
- Cambrai (11-1917)
- Bombardements de Paris (1-1918)
- Offensive du Printemps (3-1918)
- Lys (4-1918)
- Aisne (5-1918)
- Bois Belleau (6-1918)
- 2e Marne (7-1918)
- 4e Champagne (7-1918)
- Château-Thierry (7-1918)
- Le Hamel (7-1918)
- Amiens (8-1918)
- Cent-Jours (8-1918)
- 2e Somme (9-1918)
- Bataille de la ligne Hindenburg
- Meuse-Argonne (10-1918)
- Cambrai (10-1918)

Front italien
Front d'Europe de l’Est
Front des Balkans
Front du Moyen-Orient
Front africain
Bataille de l'Atlantique
La bataille de La Fontenelle est un affrontement militaire sur le front de l’Ouest lors de la Première Guerre mondiale.

## Contexte
Depuis la contre-offensive française victorieuse de septembre 1914 lors de la bataille de la Haute Meurthe, la ligne de front traverse le massif de l'Ormont au nord de Saint-Dié et se stabilise entre le tracé de la frontière de 1871 et le cours de Meurthe. La ville de Senones demeure alors occupée par l'armée allemande tandis que celle de Saint-Dié a été quant à elle libérée le 10 septembre 1914 par les Français. 
Le plateau du Ban-de-Sapt, au nord de Saint-Dié, domine à la fois les vallées de la Fave (à l'est), de la Meurthe, (au sud-ouest) et du Rabodeau (au nord-ouest). Il se situe au pied des petits cols du Las et de Saales qui débouchent sur la vallée de la Bruche menant à Strasbourg. À 627 m d'altitude, la butte de la Fontenelle est un des points les plus élevés de ce plateau. Cette bande de terre de 1 200 m de longueur et de 500 m de large, à proximité du hameau de La Fontenelle, constitue dès lors un balcon dominant Saint-Dié. Détenue par les Allemands la butte devient une menace pour les lignes stratégiques de communication et de ravitaillement françaises de la vallée de la Meurthe ; détenue par les Français, elle constitue pour les Allemands un point d'accès à verrouiller vers la capitale alsacienne. 

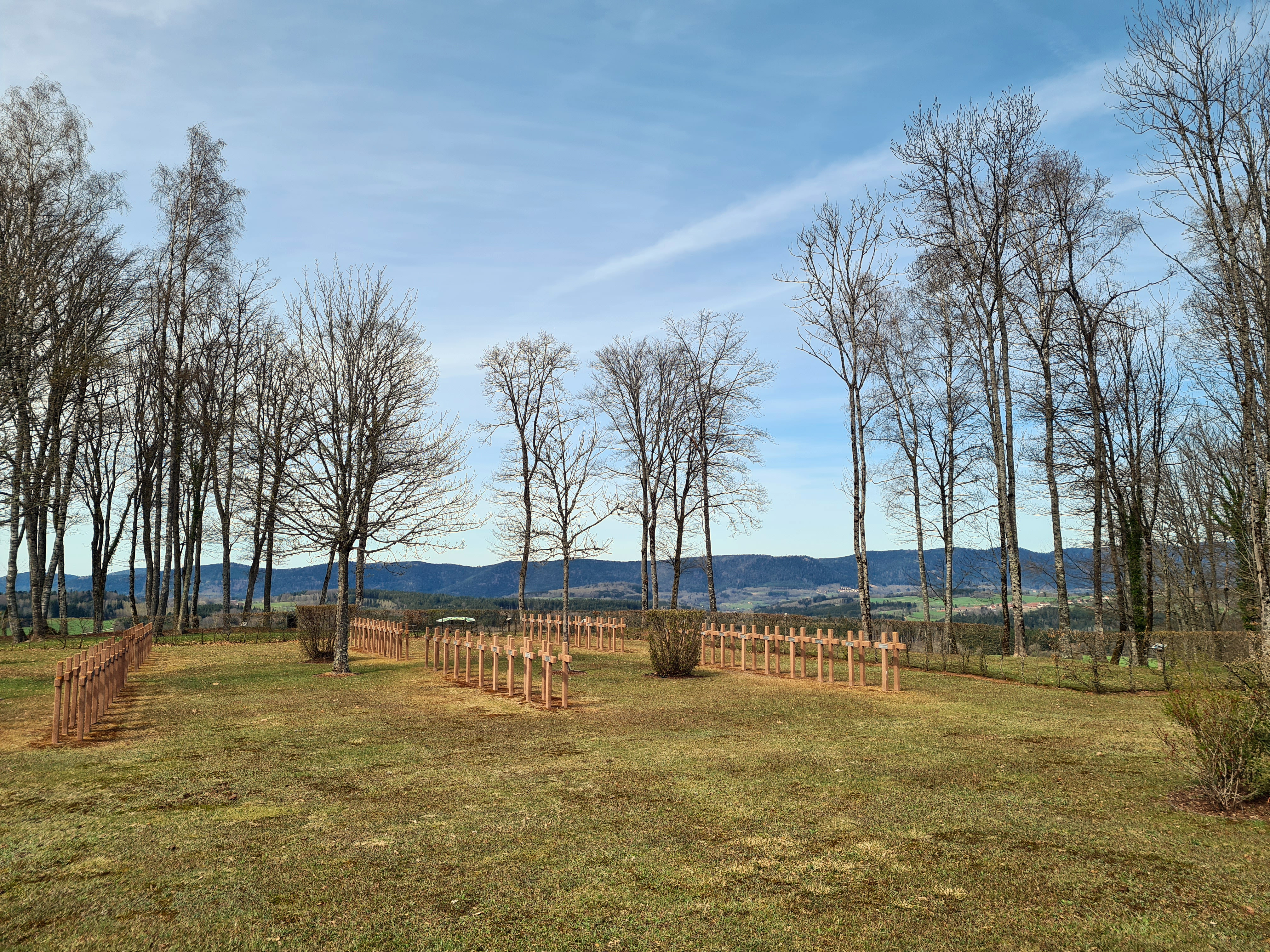
L'objet des combats : la possession d'un balcon stratégique.

## Combats
La Fontenelle fait dès lors l'objet d'une guerre de mines et de sape. Ainsi le 27 janvier 1915, les Français tentent, sans succès, une attaque afin de s'emparer des entrées des galeries allemandes. Le 9 février, une attaque allemande provoque ainsi l'enfoncement d'une partie des premières lignes françaises.
Le 22 juin 1915, l'armée allemande débouchant du Donon afflue dans la vallée de la Plaine. Barrée par un feu d'artillerie nourri, elle porte dans l'après-midi son effort par la vallée parallèle du Rabodeau et, aidée par le feu d'une artillerie renforcée et en employant trois mines souterraines, réussit à s'emparer de quatre des cinq lignes de tranchées françaises de la cote 627.
Cette victoire tactique et locale allemande va enclencher dès le lendemain une série de sanglants combats pour la domination du site. Les 8 et 9 juillet 1915 les Français mènent en effet une contre-attaque, partiellement victorieuse, suivie le 16 juillet d'une tentative infructueuse de reconquête menée par les troupes allemandes. Le 23 juillet l'ultime attaque française libère le hameau de Lanois, permet la capture de 1 600 prisonniers et rétablit la domination française sur l'ensemble de la colline.

## Bilan
Après les violents combats de l'été 1915, le sommet, si convoité, demeurera sous contrôle français jusqu'à la fin de la guerre. Les hameaux formant la commune de Ban-de-Sapt sont substantiellement détruits (son imposant hôtel-de-ville sera reconstruit dans l'entre-deux guerres grâce au versement des dommages de guerre). Celui de La Fontenelle est anéanti.

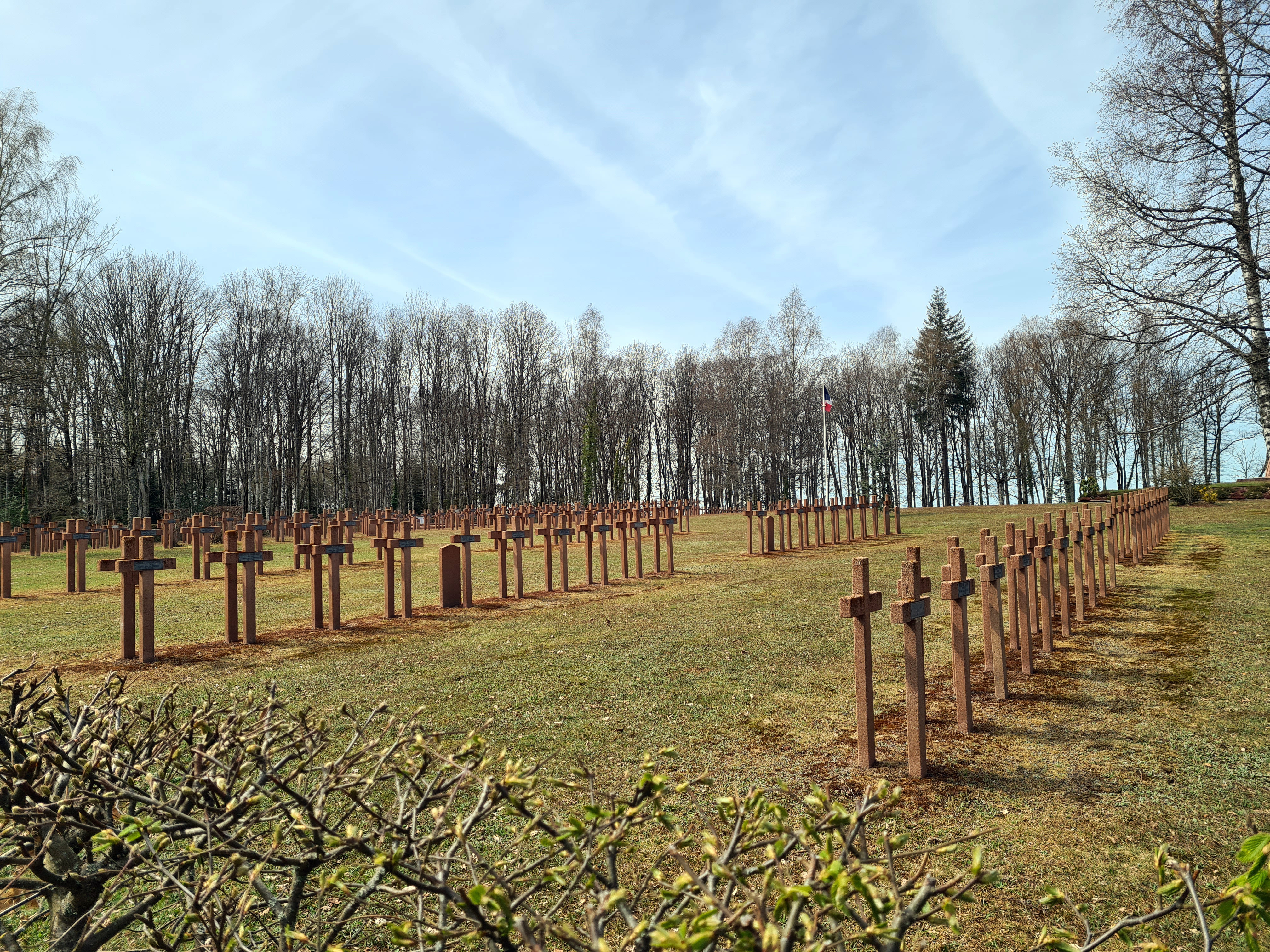
Nécropole nationale de La Fontenelle.

Les cimetières militaires de la région ainsi que la nécropole nationale de La Fontenelle située sur le lieu même des tranchées, attestent de l’âpreté des combats qui s'y déroulèrent. Après la guerre, une nécropole sera en effet installée au sommet de la cote 627 sur le lieu même des combats. Dédié « Aux vaillants défenseurs du sol vosgien » le monument commémoratif de grès rose, œuvre d'Émile Bachelet, est entouré des sépultures de 2 346 soldats français dont 1 382 sont enterrés en fosses communes. 

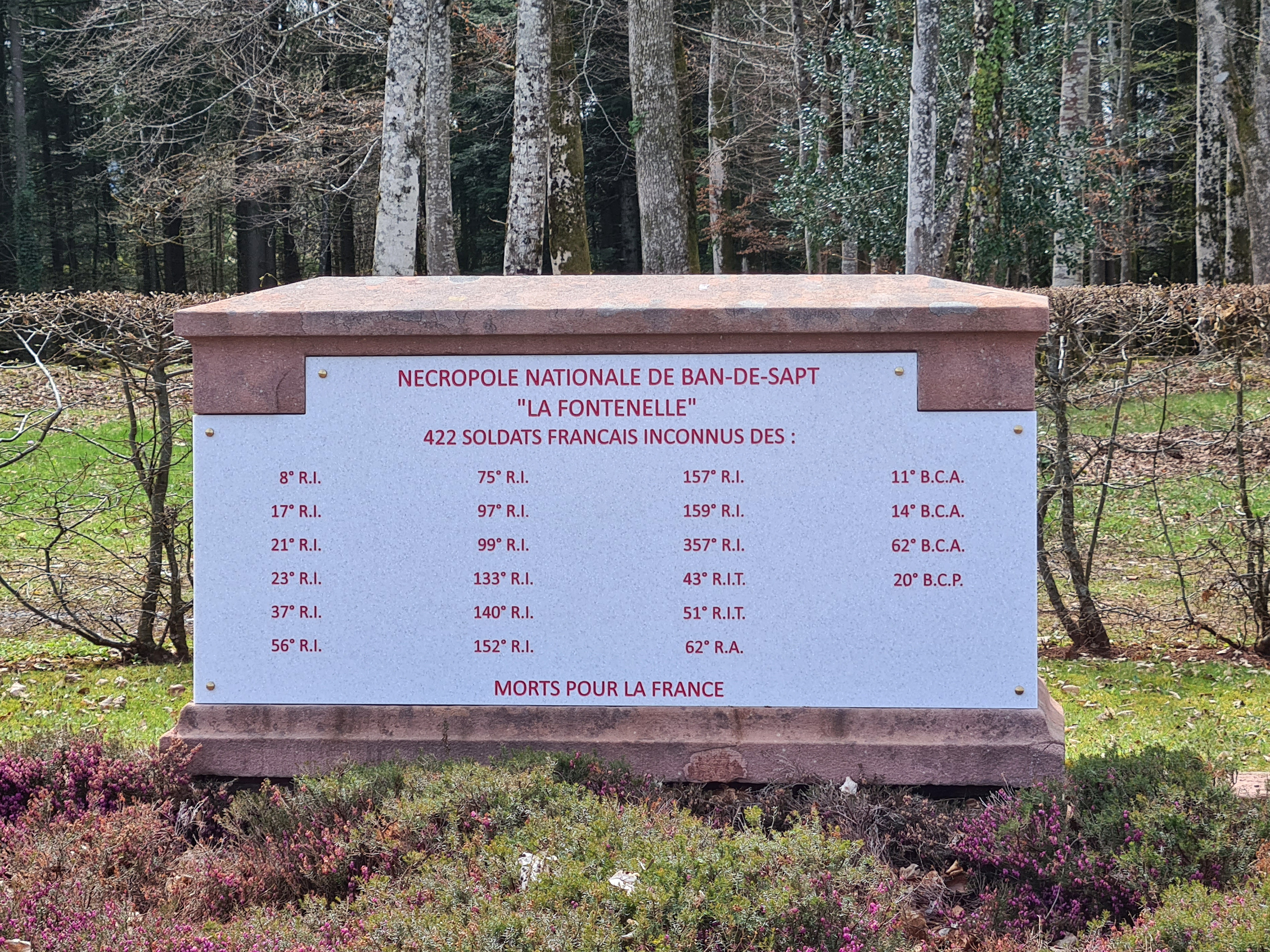
Monument rappelant la liste des régiments engagés dans les combats.